# Гимназия „Васил Левски“ (Исперих)
Профилирана гимназия „Васил Левски“ е средно училище в Исперих.
Намира се на адрес: ул. „Хан Аспарух“ № 11. Има една учебна смяна – сутрин.
Директор на училището е Дияна Петрова.